# Napuka
Napuka egy kis atoll sziget a Dél-Csendes-óceánon. A terület politikailag Francia Polinéziához tartozik. Napuka a Tuamotu-szigetek egyik alcsoportjának, a Csalódás szigetcsoportnak a része. A Csalódás-szigetek a Tuamotu szigetcsoport legészakibb részén található. A Csalódás-szigetek másik két tagja Észak-Tepoto (54 fő, 4km2) és Puka-Puka (257 fő, 1km2).
Az atoll 6 km hosszú, maximális szélessége 3.3 km. Kis lagúnája erősen iszapos. Az alacsony korallszigetekre jellemzően Puka-Puka száraz, népessége alacsony létszámú. A 2002-es népszámlálás adatai szerint az össznépessége 197 fő volt.  Legnagyobb települése Te One Mahina, 110 lakossal.
Az atoll legközelebbi szomszédja Észak-Tepoto 15 km-re délkeletre van. Napuka Tahititől 935 km-re északkeletre található.
Napuka atoll 10.5 km hosszú és mintegy 4 km széles. Korallzátonya széles és teljesen körbezárja a belső lagúnát. Npuka 30 korallszigetének szárazföldje összesen 8 km². A lagúna területe 18 km².
Napuka lakossága 257 fő volt a 2002-es népszámláláskor. A fő település a szigeten Tepukamaruia (Te Puka Maru Ia).

## Története
Napuka szigetét a nyugat számára John Byron brit hajós fedezte fel 1765. június 7-én, aki az atollnak a Wytoohee Island vagy elnéptelenedett sziget nevet adta. 1839. augusztus 23-án partra szállt itt  Charles Wilkes amerikai hajós az ausztrál expedíciója során.
A 19. században Napukát magukhoz csatolták a franciák, amelyen ekkor közel 80 fő élt (1850). Elszigeteltsége miatt Napuka, Tepoto szigettel egyetemben, volt a legtovább képes megőrizni a polinéziai hagyományokat és a nyelvészeti különlegességeit (a tuamotu nyelvet). Ennek okán került az etnográfusok és régészek érdeklődésének középpontjába a 20. század elején, amikor két expedíció is érkezett a szigetekre (1929-ben és 1934-ben).
Lakosságát a hittérítők 1878-ban keresztelték át evangélikussá. 1936. első napján készült el Tepukamaruia temploma.

## Gazdaság
Napuka területén 1977 óta van repülőtér, egy 900 méter hosszú pályával (AITA kód: NAU • OACI kód: NTGN). A légiösszeköttetésnek köszönhetően az atoll szervesen be tudott kapcsolódni Francia Polinézia turisztikai életébe.
Egy 650m hosszú moló köti össze Ogoio motut (kis sziget) a nagy északi motuval, amelyen kókuszpálmát termesztenek.

## További információ
- Atoll lista (franciául) Archiválva 2007. február 28-i dátummal a Wayback Machine-ben